# Берислав Косиер
Берислав Косиер (Београд, 31. март 1930 — Београд, 30. мај 2002) био је српски и југословенски књижевник и публициста, аутор прозе, поезије и есеја.

## Биографија
Родио се 31. марта 1930. у Београду. Отац му је био чиновник, пореклом из Хрватског загорја, погинуо је у Другом светском рату, а мајка кројачица, пореклом из Срема. У младости је био политички затвореник (Голи Оток) и касније је сматран вечним интелектуалним дисидентом. Добио је преко 20 домаћих и међународних књижевних и драмских награда, али међу њима нема ниједне југословенске "државне" награде. Његова дела досад су превођена на 12 страних језика.
Породица са очеве стране је стотинак година живела у Загорју. Након тога се селила и поделила на три гране од којих је прва остала у Загорју, друга се настанила у Белој крајини и Долењску у Словенији, а трећа у Славонији. Преци Берислава Косиера различито пишу своје, некада заједничко, презиме: Косијер, Косјер, Косиер, Косир, Кошир, али нема сумње да је то све иста фамилија чије је презиме настало од надимка. „Косијер“ је дугачак, крив нож, сличан српу, још сличнији мексиканској "мачети", а служи за сечење грања.
Мајци Берислава Косијера девојачко презиме је било Селаковић. Постојбина њене породице била је негде у Херцеговини. Почетком 19. века одселили су се одатле и настанили у Србији где су се млађи мушкарци прикључили хајдуцима и, касније, устаницима у Карађорђевом првом устанку.

## Дело
Почео је да пише са шест година. Прво што је написао била је песма о једној прождрљивој рибици. Све до двадесет и треће године писао је песме. Смартао је да писац мора да живи међу људима и да на тај начин добије надахнуће за своја дела. Због тога се Берислав Косијер бавио различитим пословима: учествовао је на свим великим радним акцијама, био је чиновник, новинар, физички радник, минер и бетонер, затим хонорарни наставник, аматерски драмски редитељ у аматерским друштвима, и, на крају, професионални писац, књижевник.

### Романи
- Добар ветар, Плава птицо (1957)
- Непоновљиви ледоломац (1957)
- Јети (роман у наставцима)
- Детињство света у Паризу – по њој је снимњен филм
- Дрво и орлова канџа (1958)
- Пупољци и мраз (1959)
- Зелена река — црвена река (1962) (роман из рата и НОБ-а)
- Случај друга Шимуна (1963)
- Брик и компанија (1967)
- Скоројевићи (1968)
- Бели потоп (1976)
- Жар звезде-вечерњаче
- Безбожници, I-II-III (трилогија) (1991)
- Кратки курс акробатике, еквилибристике и салтоморталистике (1997)
- Богицар (2000)
- Душа света

### Позоришне драме
- Љубазна тарантела
- Радничка прича
- Доситеј српски Одисеј
- Лаза Костић Поета
- Помало таквих

### ТВ и радио-драме
- Штрафта
- Ана Чермак
- Рупа на гуменом појасу

### Филмски сценарији
- Карађорђе
- Пази, снима се!
- Тесла
- Здраво, граде
- Витез

## Добар ветар, Плава птицо
"Добар ветар, Плава птицо" је први роман Берислава Косиера у коме група деце различитих националности, боје коже, васпитања и материјалног стања проналази "заједнички језик" и заједнички омогућава хватање кријумчара опојних дрога, једног зла које и те како мучи свет одраслих људи. По мишљењу Берислава Косиера друштво ослобођено граница и предрасуда је предуслов за све недаће које могу задесити човечанство.

## Сарадња са Десанком Максимовић
Када је написао своју прву драму у стиховима у пет чинова отишао је са њом код Десанке Максимовић да чује њен суд о својим стиховима. У Десанки Максимовић нашао је доброг пријатеља и изванредног саветника. Десанка Максимовић му је у својој збирци песама „Тражим помиловање“ написала посвету на страници на којој се налази песма „За оне који царске друмове ору“ уз објашњење да је то песма која по њеном мишљењу описује Берислава Косиера и његов живот и рад.

## Сценарио за филм о Николи Тесли
Берислав Косиер је написао филмски сценарио о Николи Тесли и његовим проналасцима. Том приликом је седам месеци до танчина проучавао електротехнику. На крају је за тај сценарио добио награду приликом прославе стогодишњице Теслиног рођења.

## Награде
- Награда "Стожер" за дело Добар ветар, Плава птицо
- Награда УНИЦЕФ-а за дело Добар ветар, Плава птицо
- Награда "Народне просвјете" за дела Непоновљиви ледоломац и Дрво и орлова канџа
- Нарада "Младости" за дело Пупољци и мраз
- Нарада "Телеграма" за дело Случај друга Шимуна
- Награда "Војвођанских позоришних сусрета" за позоришну драму Љубазна тарантела
- Награда за радио-драму Рупа на гуменом појасу